# Miejscowe zagrożenie
Miejscowe zagrożenie, MZ -  inne niż pożar zdarzenie wynikające z rozwoju cywilizacyjnego, działań człowieka lub naturalnych sił przyrody, stwarzające zagrożenie dla życia, zdrowia, mienia lub środowiska. Do MZ kwalifikują się również zdarzenia związane z pomocą innym służbom.

## Podział ze względu na wielkość
Miejscowe zagrożenia kategoryzuje się ze względu na ich wielkość:
- Małe (MZ/M) – zdarzenia o ograniczonym zakresie działań jednostek prowadzone bez użycia sprzętu specjalnego, z wyjątkiem urządzeń wykrywczo - pomiarowych, które nie wykazały występowania zagrożenia podczas wykonywania pomiarów.
- Lokalne (MZ/L) – nagłe uszkodzenia urządzeń, maszyn, pojazdów, obiektów, itp., które powodują zagrożenie dla życia, zdrowia, mienia lub skażenie środowiska wymagające interwencji podmiotów KSRG, w których:                                                                   a) wystąpiła nie więcej niż 1 ofiara śmiertelna,                                                                                                                                    b) lub wystąpiły nie więcej niż 3 osoby, które zostały zabrane przez ZRM z miejsca zdarzenia lub przekazane jednostkom ochrony zdrowia oraz uwzględniamy osoby, które odmówiły zabrania z miejsca zdarzenia przez ZRM,                                                          c) lub brały udział nie więcej niż 4 zastępy.
- Średnie (MZ/Ś) – nagłe uszkodzenia urządzeń, maszyn, pojazdów, obiektów, itp., które powodują zagrożenie dla życia, zdrowia, mienia lub skażenie środowiska wymagające interwencji podmiotów KSRG, w których:                                                                    a) wystąpiło od 2 do 3 ofiar śmiertelnych,                                                                                                                                            b) lub wystąpiło od 4 do 10 osób, które zostały zabrane przez ZRM z miejsca zdarzenia lub przekazane jednostkom ochrony zdrowia oraz uwzględniamy osoby, które odmówiły zabrania z miejsca zdarzenia przez ZRM,                                                           c) lub brało udział od 5 do 12 zastępów,                                                                                                                                              d) lub brała udział jedna grupa specjalistyczna.
- Duże (MZ/D) - nagłe, nieprzewidziane zdarzenie, podczas którego wystąpiło zbiorowe zagrożenie dla życia, zdrowia, mienia lub środowiska naturalnego wymagające interwencji podmiotów KSRG mniejszych od batalionu, a przekraczające parametry MZ/Ś.
- Gigantyczne lub Klęska Żywiołowa (MZ/GlK) - nagłe, nieprzewidziane zdarzenie, podczas którego wystąpiło zbiorowe zagrożenie dla życia, zdrowia, mienia lub środowiska naturalnego wymagające interwencji podmiotów KSRG w sile co najmniej batalionu.

## Podział ze względu na rodzaj
Miejscowe zagrożenia kategoryzuje się ze względu na ich rodzaj:
- silne wiatry – zdarzenia będące następstwem wystąpienia silnych wiatrów, trąb powietrznych, itp.,
- przybory wód – zdarzenia będące następstwem przyboru wód na ciekach i naturalnych lub sztucznych zbiornikach wodnych, roztopów, jak również wzrostu poziomu wód gruntowych,
- opady śniegu – zdarzenia będące następstwem opadów śniegu,
- opady deszczu – zdarzenia będące następstwem opadów deszczu,
- infrastruktury komunalnej – zdarzenia będące następstwem uszkodzenia lub zniszczenia urządzeń i instalacji, w szczególności gazowych, wodno-kanalizacyjnych, ciepłowniczych, energetycznych, dźwigowych, itp. uniemożliwiające ich normalne funkcjonowanie – od przyłącza z sieci do licznika (elektrycznego, gazowego, itp.) w obiektach mieszkalnych i użyteczności publicznej),
- chemiczne – zdarzenia będące następstwem uwolnienia do otoczenia substancji niebezpiecznych, stwarzających zagrożenie dla życia, mienia lub środowiska,
- ekologiczne - zdarzenia będące następstwem działalności człowieka lub sił natury zagrażające środowisku (powietrze, woda, gleba).
- radiologiczne – zdarzenia, w których wystąpiły zagrożenia związane z promieniowaniem lub skażeniem promieniotwórczym,
- budowlane – zdarzenia będące następstwem zniszczenia lub uszkodzenia budowanego lub istniejącego obiektu budowlanego, jego części lub poszczególnych elementów,
- medyczne – zdarzenia, w których wystąpił stan nagłego zagrożenia zdrowotnego i konieczne było wykonywanie medycznych działań ratowniczych przez strażaków, strażaków JOP i strażaków OSP,
- w transporcie drogowym – zniszczenia, uszkodzenia, kolizje środków transportu drogowego w trakcie ich ruchu lub postoju, mające miejsce na szlakach komunikacyjnych drogowych, parkingach, których skutki stwarzają zagrożenie dla życia, zdrowia lub mienia,
- w transporcie kolejowym – zniszczenia, uszkodzenia, kolizje środków transportu kolejowego, w tym pojazdów metra, w trakcie ich ruchu lub postoju, mające miejsce na szlakach komunikacyjnych kolejowych, bocznicach oraz pozostałej infrastrukturze kolejowej, których skutki stwarzają zagrożenie dla życia, zdrowia lub mienia,
- w transporcie lotniczym – zniszczenia, uszkodzenia, kolizje środków transportu lotniczego w trakcie ich ruchu lub postoju, mające miejsce na szlakach komunikacyjnych powietrznych (w tym lotniska), których skutki stwarzają zagrożenie dla życia, zdrowia lub mienia,
- na obszarach wodnych - związane ze zdarzeniami na ciekach i naturalnych lub sztucznych zbiornikach wodnych, a niebędące przyborami wód.